# Никто (альбом)
«Никто» — авторский и второй по счёту альбом Вадима Курылёва. Единственный в дискографии певца, этот альбом был выпущен на виниловой пластинке благодаря усилиям Александра Ляпунова.

## О создании
Альбом был записан в 1990 году на студии Всесоюзной фирмы грамзаписи «Мелодия» в Ленинграде звукорежиссёром Юрием Морозовым. Андрей Бурлака написал статью для обложки. Фото для оформления сделал Андрей «Вилли» Усов. Учитывая небольшую популярность Курылёва, объёмный диск был издан небольшим тиражом и сегодня встречается крайне редко. Ремастер-версия альбома была выпущена в 2011 году Игорем Пленовым.
Курылёв попытался расширить палитру инструментов, имитируя ударную установку, струнный оркестр, играл на клавесине. В 1990 году «ДДТ» ездили с концертом в Японию, приняв участие в программе выставки Expo 90 в Осаке, и тогдашний интерес к восточным культурам отразился в некоторых песнях и оформлении альбома. Автор стал ассоциироваться с менестрелем и Рыцарем Печального Образа.

 Свои ранние альбомы я записывал, когда страна бурлила социальными темами во всём, куда ни сунься. И мне казалось важным, чтобы люди в пылу борьбы не забывали о вечных ценностях. Поэтому альбомы были философичны и мистически лиричны. Я тогда открывал для себя различные религиозные культуры — сначала индуистскую и христианскую, позже буддизм и северное язычество. Это отражалось в песнях, хотя меня иногда пробивало на чистый протестовый рок-н-ролл, вроде песни «Камень».— Вадим Курылёв
В этой музыке Курылёва полностью отсутствует агрессивность. Не случайно во многих композициях альбома — «Музыка», «Белые птицы», «Тусклое солнце» — чувствуется тяготение к кантри. Песни возвращают времена, когда рокеры в большинстве своём обращали взгляд не на то, что вокруг, а на то, что внутри человека, пытаясь отыскать причину всего происходящего в самом себе. В оформлении прослеживается минимализм.
В эпоху непрекращающихся конфликтов XX века не оставалось времени искренне говорить о непреходящих и в то же время таких обыденных радостях жизни, как: любви и вере, свежем ветре и чистом небе, тусклом солнце. Условно говоря, альбом «Никто» — это энциклопедия стилей, объединённых под флагом софт-рока: кантри-энд-вестерн, фолк, баллады с калифорнийским саундом середины 1970-х годов.
«Упала слезинка» — в этой композиции используется псалтырь, ещё более украшающий общую звуковую палитру песни. Песня была создана Курылёвым в 17—18 лет.

 Древнееврейский инструмент, сделанный по старинным чертежам. Его подарила группе «ДДТ» американка Синди в 1988 году. Я его использовал на альбомах «Тусклое солнце» и «Никто». Тонкий «небесный» звук можно услышать в песнях «Странные Слова», «Ночная песня», «Упала слезинка».— Вадим Курылёв
Песня «Менестрель» написана с стиле средневековых баллад, на записи звучат клавесин и три деревянные флейты, которые придают готически-средневековое настроение. Никаких специальных технических эффектов не было. И хотя менестрели не играли на клавесинах, все же, этот звук очень близок к звуку лютни.
Не последнюю роль в успехе альбома сыграл Юрий Морозов, скорректировавший звук и аранжировавший большинство композиций. Те, кто знают The Eagles периода творческого расцвета, отметят следующий трек — «Если чувствуешь боль»: те же мягкие соло-гитары, оптимальный для произведений софт-рока средний темп. «Белые птицы» более чем другие, тяготеют к стилистике кантри-энд-вестерн. Открывающий вторую сторону LP номер «Тусклое солнце», главный хит, неизменно звучащий на немногочисленных выступлениях, в новой редакции, в обрамлении металлофона и с изменённым вторым куплетом. Гитарное соло в «Держись по ветру» дополнено звуками губной гармоники. Давшая имя альбому композиция «Никто» — единственная на пластинке, авторство которой не всецело принадлежит Вадиму: песня входила в магнитоальбом «Маскарад без претензий» и тогда, в 1983 году, соавтором Курылёва был Александр Смирнов.
5 записанных во время сессий звукозаписи песен не вошли в LP: «Я никогда не видел», «Жди, отец» и другие. Они появились намного позже, в сборнике «Снятся длинные дни». Песни «Музыка», «Верю в тебя», «Если чувствуешь боль», «Белые птицы», «Упала слезинка», «Тусклое солнце», «Никто», «Менестрель» вошли в сборник «Никто/Тусклое солнце», выпущенный лейблом АнТроп в 2001 году. Кроме того, «Держись по ветру» и «Золотой треугольник» попали в альбом «Снятся длинные дни 1984—1990», появившийся в 2002 году.

## Обложка
Иероглифы «То Дай Дзы» означают «Храм Большого Будды».

## Список композиций
Музыка и тексты — Вадим Курылёв. Кроме (8) — музыка Вадим Курылёв, слова Александр Смирнов
1. Музыка
2. Верю в тебя
3. Если чувствуешь боль
4. Белые птицы
5. Упала слезинка
6. Тусклое солнце
7. Держись по ветру
8. Никто
9. Золотой треугольник
10. Менестрель

## Участники записи
- Вадим Курылёв — вокал, бэк-вокал, гитары, бас-гитара, псалтырь, блок-флейта, губная гармоника, клавиши, ударные
- Игорь Доценко — ковбелл (1)[1]